# NGC 3396
NGC 3396 (również PGC 32434 lub UGC 5935) – galaktyka spiralna z poprzeczką (SBm/P), znajdująca się w gwiazdozbiorze Małego Lwa. Odkrył ją William Herschel 7 grudnia 1785 roku.
Galaktyka ta jest w trakcie kolizji z sąsiednią NGC 3395. Obie te galaktyki stanowią obiekt Arp 270 w Atlasie Osobliwych Galaktyk Haltona Arpa, a znajdują się w odległości około 71 milionów lat świetlnych od Ziemi.